# Renu C. Laskar
Renu Chakravarti Laskar (ur. 1932 w Bihar) – amerykańska matematyczka urodzona w Indiach, specjalizująca się w teorii grafów. Jest Profesor emeritus nauk matematycznych na Uniwersytecie w Clemson. Otrzymała tytuł doktora matematyki na Uniwersytecie Illinois w Urbanie i Champaign w 1962 roku.
Laskar ma swój wkład w teorię zbiorów dominujących. Napisała cztery artykuły z Paulem Erdősem, co sprawia, że ma liczbę Erdősa równą 1.

## Biografia
Renu C. Laskar urodziła się w Bihar w Indiach. Dzięki wsparciu rodziny ukończyła szkołę i studia, które nie były wówczas dostępne dla kobiet ze względu na normy kulturowe panujące w Indiach. W tym czasie odkryła swój talent do matematyki. Ukończyła studia magisterskie z matematyki na Babasaheb Bhimrao Ambedkar Bihar University w 1955 roku. Potem Laskar, zachęcona przez starszego brata, zdecydowała się wyjechać w 1958 roku do Stanów Zjednoczonych, gdzie kontynuowała studia doktoranckie. Wypracowywała stopień naukowy na Uniwersytecie Illinois w Urbana-Champaign przy wsparciu Henry Roy Brahana, uzyskała go w 1962 roku. Jest pierwszą Hinduską, która uzyskała stopień doktora matematyki na UIUC. Po ukończeniu doktoratu wróciła do Indii i dołączyła do Indyjskiego Instytutu Technologii w Kharagpur. Po trzech latach Laskar powróciła do Stanów Zjednoczonych na Uniwersytet Karoliny Północnej w Chapel Hill i ostatecznie dołączyła do Uniwersytetu w Clemson w roku 1968.
W liczbie opublikowanych artykułów w tematyce matematyki dyskretnej, Laskar plasuje się w czołówce kobiet. Według MathSciNet ma na swoim koncie ponad 100 publikacji. Jednym z powodów jej sukcesu w tej dziedzinie jest jej sieć współpracy, w skład której wchodzili także Raj Chandra Bose i Paul Erdős. Swoje wpływy poszerzyła mentorując studentów. W 1986 roku Laskar i Steve Hedetniemi zapoczątkowali Clemson University Discrete Math Miniconference, wydarzenie, które co roku przyciąga międzynarodową publiczność.